# HD36811
HD36811 — хімічно пекулярна зоря спектрального класу A0, що має видиму зоряну величину в смузі V приблизно  7,1.
Вона  розташована на відстані близько 862,8 світлових років від Сонця.